# Streževo
Streževo (makedonska: Стрежево) är en ort i Nordmakedonien. Den ligger i kommunen Bitola, i den sydvästra delen av landet, 100 kilometer söder om huvudstaden Skopje. Streževo ligger 757 meter över havet och antalet invånare är 366. Den ligger vid sjön Ezero Streževo.